# San Felipe, Motozintla
San Felipe är en ort i Mexiko.   Den ligger i kommunen Motozintla och delstaten Chiapas, i den sydöstra delen av landet, 900 km sydost om huvudstaden Mexico City. San Felipe ligger 1 815 meter över havet och antalet invånare är 230.
Terrängen runt San Felipe är varierad. Runt San Felipe är det ganska tätbefolkat, med 134 invånare per kvadratkilometer. Närmaste större samhälle är Motozintla de Mendoza, 6,6 km öster om San Felipe. I omgivningarna runt San Felipe växer i huvudsak städsegrön lövskog.